# Pierre Saint-Amant
Pierre Charles Fournié de Saint-Amant (* 4. Oktober 1800 auf Schloss Latour bei Monflanquin; † 28. Oktober 1872 auf Schloss Hydra bei Algier) war einer der berühmtesten Schachmeister Frankreichs.

## Leben

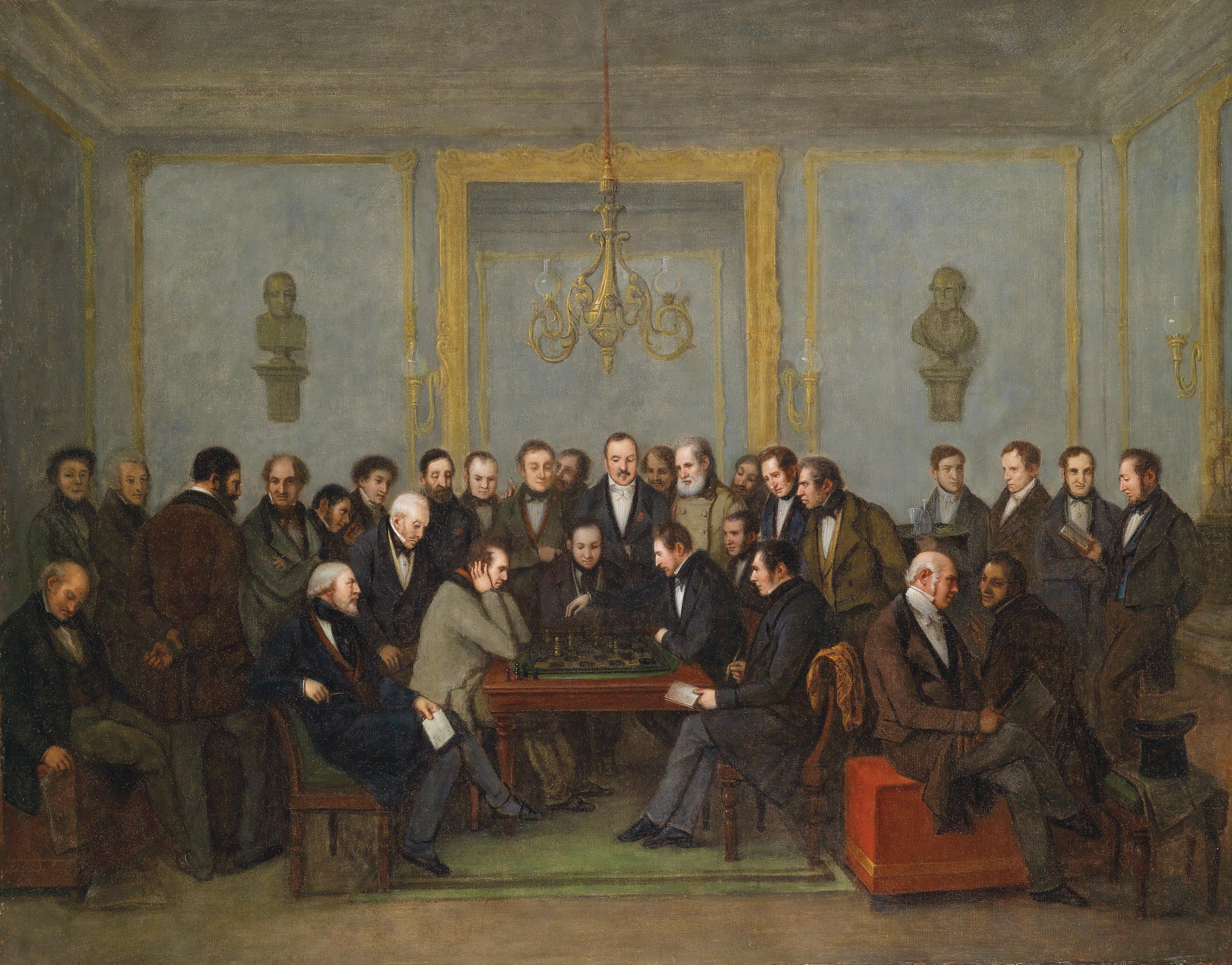
Jean Henri Marlet: Das berühmte Schachspiel zwischen Howard Staunton und Pierre Saint Amant am 16. Dezember 1843

Er war beruflich im Staatsdienst tätig und versuchte sich zwischendurch in verschiedenen Berufen als Schauspieler, Journalist und Weinhändler. Seine Freizeit verbrachte er meist im berühmten Pariser Schachcafé Café de la Regence, wo er seine Fähigkeiten im Schachspiel zur hohen Meisterschaft entwickelte.
Nach dem Tode von Louis-Charles Mahé de La Bourdonnais 1840 galt Saint-Amant als bester Schachspieler Frankreichs, obwohl er dessen Klasse und Spielstärke nie erreichte.
Im Jahr 1836 reiste Saint-Amant nach England, wo er eine Anzahl britischer Schachmeister in Wettkämpfen besiegte. 1843 spielte er auch ein Match gegen Howard Staunton, den stärksten englischen Meister. Den Wettkampf in London gewann er 3,5 : 2,5. Den zweiten Wettkampf in Paris, der als inoffizielle Weltmeisterschaft angesehen wurde, verlor er 8:13. Damit ging die Vormachtstellung Frankreichs im Schach an England über.
In den Jahren 1841 bis 1847 war Pierre Saint-Amant Herausgeber der Schachzeitung Le Palamède. Danach gab er das Schachspiel ganz auf und trat wieder in den Staatsdienst. Eine Zeit lang war er Konsul in Kalifornien.
Als 1858 der Amerikaner Paul Morphy nach Paris kam, erkannte Saint-Amant dessen überlegene Spielstärke an und würdigte ihn auf einem Bankett als derzeit besten Schachspieler der Welt. Beide spielten mehrere private Partien miteinander.
Seine beste historische Elo-Zahl betrug 2603. Diese erreichte er im August 1846. Er lag demnach über drei Jahre auf Rang zwei der Welt.
1861 begab sich Saint-Amant nach Algerien, um dort seinen Lebensabend zu verbringen. 1872 starb er nach einem Unfall.